# Di fronte all'uragano
Di fronte all'uragano (I Want You) è un film del 1951 diretto da Mark Robson.

## Accoglienza

### Critica
(Leo Pestelli, Stampa Sera, 15 maggio 1952)